# Blobby Volley

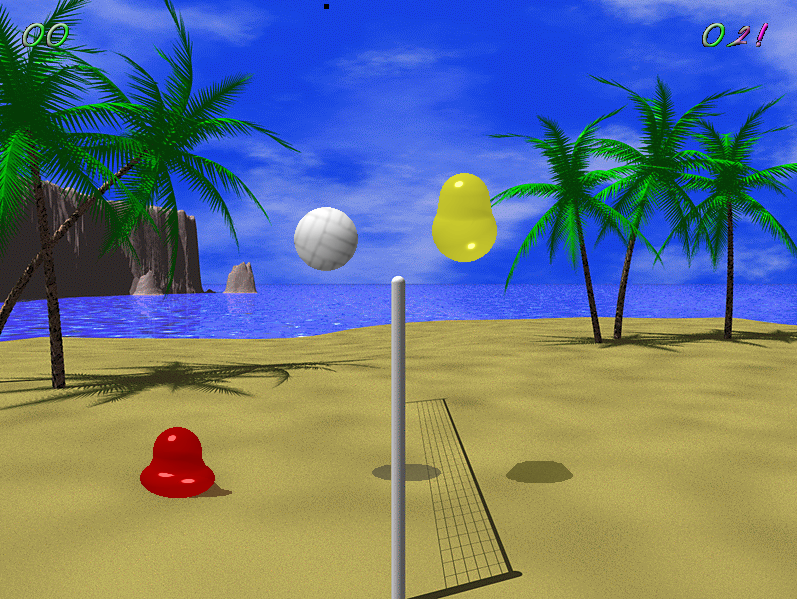
Screenshot

Blobby Volley ist ein kostenloses Computer-Geschicklichkeitsspiel, bei dem zwei außerirdische Gummibärchen (Blobs) im Volleyball gegeneinander antreten.

## Spielregeln
Die Spielregeln, die in Blobby Volley Anwendung finden, entsprechen weitestgehend den echten Volleyballregeln aus dem Jahr 2000. Das Spiel endet, wenn einer der Kontrahenten 15 oder mehr Punkte erzielt und zudem zwei Punkte Vorsprung herausgespielt hat. Punkte können dabei nur vom „aufschlagenden“ Blob erzielt werden.
Folglich versucht jeder der Spieler, den anderen zu einem Fehler zu verleiten, um selbst aufschlagen und somit Punkte erzielen zu können. Ein Spieler kann folgende Fehler begehen:
- Der Ball fällt im eigenen Feld zu Boden
- Ein Blob berührt den Ball mehr als dreimal hintereinander (gilt auch für den Aufschlag)

Da sich auf jeder Spielfeldseite nur jeweils ein Blob befindet, ist es in Blobby Volley im Gegensatz zum echten Volleyball durchaus gestattet und oft sogar unausweichlich, den Ball mehrmals hintereinander zu berühren. Ein weiterer Unterschied besteht darin, dass der seitliche Bildschirmrand eine unsichtbare Mauer darstellt, an der der Ball abprallt. Die Bewegungen der Spielfiguren sind auf einen zweidimensionalen Raum begrenzt.

## Features
Netzwerkspiele sind in Blobby Volley ebenso möglich wie Spiele gegen einen menschlichen Kontrahenten oder die KI, innerhalb eines Virtual Private Network sind sogar Onlinespiele möglich (und daraus resultierende Online-Ligen). Weiterhin bietet Blobby Volley eine frei konfigurierbare Tastatur- sowie Maussteuerung an, die Farben der Blobs und das Hintergrundbild lassen sich ebenfalls verändern. Außerdem bietet Blobby Volley die Möglichkeit zwischen drei Sprachen zu wählen (Deutsch, Englisch, Französisch) sowie die Einsicht in seine eigene Spielstatistik (Gewinn, Verlust).

## Mods
Quickgame ist eine Modifikation für Blobby Volley, welche die Spielgeschwindigkeit deutlich heraufsetzt und die Spieldauer auf 10 Punkte verkürzt.

## Popularität
Blobby Volley kann als eines der beliebtesten Freeware und freie Software Spiel bezeichnet werden, betrachtet man die Verbreitung im Internet und vor allem die Rückmeldung der Spieler. Dies liegt wohl nicht nur an dem einfachen Spielprinzip, sondern auch an der sehr geringen Downloadgröße (komprimierte 0,78 MB), die das Spiel auch für Modemnutzer erschwinglich machte. Aufgrund der relativen Kürze des Spiels wird es auch oft auf LAN-Partys als Turnier-Spiel und für zwischendurch benutzt. Daher wurde Blobby Volley in die Lan-Ligen WWCL und NGL aufgenommen.

## Blobby Volley 2
Blobby Volley 2 wurde von einem freien Entwicklerteam weiterprogrammiert.
Die neuen Entwickler nutzen jedoch nicht mehr die Entwicklungsumgebung Delphi, sondern C++ (gcc). Die Blobby-Volley-2-Version steht unter der GPL für Linux, macOS und Windows bereit.

### Features
- OpenGL-/SDL-Renderer
- Kompatibilität für Mac OS X, Linux, Windows und Android (Androidunterstützung ab Version 1.0RC4)
- Neue und bessere Bots (Entwickelt in der Skriptsprache Lua)
- Auswahl mehrerer Farben für einen Blob und blinkende Blobs
- Einstellungen werden in einer XML-Configdatei gespeichert. So kann man leicht mehrere Einstellungen speichern, indem die Configdatei ausgetauscht wird
- Replay-Funktion mit Spulfunktion
- Gamepad-/Joystick-Support
- Variable Spielgeschwindigkeit
- Wahl zwischen verschiedenen Volleyballregeln
- Netzwerk-Unterstützung
- Online Dedicated Server, um Spiele flüssig zu spielen ohne Lag
- Spielmanagement-System, damit sich zwei Spieler gegenseitig finden können
- Credits
- Spielernamen für Offline- und Online-Matches

## Blobby-Volley-2-Browserversion
Die Browserversion von Blobby Volley 2 nutzt HTML5 als Technologie und kann in modernen Browsern gespielt werden.